# Dicliptera cliffordii
Dicliptera cliffordii är en akantusväxtart som först beskrevs av K.Balkwill, och fick sitt nu gällande namn av John Charles Manning och Goldblatt. Dicliptera cliffordii ingår i släktet Dicliptera och familjen akantusväxter. Inga underarter finns listade i Catalogue of Life.